# Хансен, Джозеф (гребец)
Джозеф «Джоуи» Хансен (англ. Joseph "Joey" Hansen; род. 13 августа 1979, Рино, Невада) — американский гребец, выступавший за сборную США по академической гребле в период 2001—2004 годов. Чемпион летних Олимпийских игр в Афинах, серебряный и бронзовый призёр чемпионатов мира, победитель этапа Кубка мира, победитель и призёр многих регат национального значения.

## Биография
Джозеф Хансен родился 13 августа 1979 года в городе Рино, штат Невада. Учился в старшей школе в Бейкерсфилде, где активно занимался спортом, в частности играл в футбол и бейсбол.
Заниматься академической греблей начал в 1997 году во время учёбы в Университете штата Орегон, состоял в местной гребной команде, неоднократно принимал участие в различных студенческих соревнованиях. Позже проходил подготовку в Принстонском тренировочном центре.
Дебютировал на взрослом международном уровне в сезоне 2001 года, когда вошёл в основной состав американской национальной сборной и выступил на чемпионате мира в Люцерне, где занял четвёртое место в зачёте распашных рулевых восьмёрок.
В 2002 году в восьмёрках одержал победу на этапе Кубка мира в Люцерне, тогда как на мировом первенстве в Севилье выиграл бронзовую медаль, пропустив вперёд только экипажи из Канады и Германии.
На чемпионате мира 2003 года в Милане стал серебряным призёром в той же дисциплине, уступив в финале канадским гребцам.
Благодаря череде удачных выступлений удостоился права защищать честь страны на летних Олимпийских играх 2004 года в Афинах. В составе экипажа-восьмёрки в финале обошёл всех своих соперников и тем самым завоевал золотую олимпийскую медаль. Это была первая победа американских гребцов в данной дисциплине с 1964 года, здесь они также установили мировой рекорд, показав время 5:19,85. Вскоре по окончании этой Олимпиады Джозеф Хансен завершил спортивную карьеру.
Впоследствии вместе с женой и двумя детьми проживал в городе Флагстафф, штат Аризона.